# Primer combate naval de Antofagasta
El primer combate naval de Antofagasta, o Bombardeo de Antofagasta, fue uno de los enfrentamientos de la guerra del Pacífico y el primer bombardeo naval nocturno de la guerra. Este combate se dio durante la primera correría del blindado peruano Huáscar.

## Antecedentes
El Huáscar había zarpado de Iquique el 24 de mayo a las 5:30 a. m. a cumplir operaciones de hostigamiento contra las fuerzas chilenas que ocupaban Antofagasta.
El 22 de mayo arribaron a Antofagasta los transportes Huanay, Itata, Rímac y Valdivia, los 3 primeros arrendados a la CSAV y el último, un vapor que estaba apontonado por su mal estado. El 23 se inició el desembarco, que se terminó el 24. Este último día, el general de división  Justo Arteaga, Comandante en Jefe del Ejército del Norte, envío a Tocopilla al transporte Itata para remolcar a la goleta Covadonga a Antofagasta, pero ese mismo día, la Covadonga navegó a Cobija y de ahí siguió a Antofagasta. Entonces, el 25 Arteaga ordenó al Rímac buscar y remolcar a la Covadonga, realizándolo y fondeando en Antofagasta a las 5 p. m. de ese mismo día. Poco después llegó el Itata, que evadió la persecución del Huáscar.
El Huáscar, a las 6:45 a. m. del 25 de mayo, avistó un vapor que venía del sur, al que persiguió por 4 horas sin lograr darle alcance. Llega a Mejillones a las 3 p. m. y se entera del desembarco de tropas en Antofagasta el 23 y que el vapor al que estuvo persiguiendo era el Itata.

### Defensas de Antofagasta
Estaban compuestas por 3 baterías ubicadas al norte, centro y sur del puerto. Cada una contaba con un cañón Armstrong de 150 lbs. La máquina condensadora estaba protegida por una plancha de fierro y por 9 cañones Krupp que pertenecían al ejército, 4 de calibre 7,85 cm L/25 y 5 de 6 cm L/21.

## El combate
El Huáscar venía navegando desde Mejillones cuando a las 8:30 a. m. del 26 de mayo, a la altura de Antofagasta, avistó al Rímac, persiguiéndolo hasta las 10:30 a. m., cuando el capitán Miguel Grau determinó que no podía alcanzarlo debido a la mayor velocidad del vapor chileno, ordenando regresar a Antofagasta. A las 12:30 p. m., el Huáscar avistó al Itata, que huyó al norte y al que dio caza por 2 horas sin alcanzarlo también, tiempo en el cual, el Huáscar hizo 3 disparos y desde tierra se le hicieron 2 disparos al buque peruano.
El Huáscar regresó a Antofagasta a las 5 p. m. y efectuó reconocimiento del puerto por media hora. La Covadonga estaba fodeada en la poza, lugar resguardado de las rompientes y pegado a la playa, donde podía ser defendida por la artillería e infantería en tierra y oculta tras los buques mercantes. El general Arteaga movió a sus tropas, para no exponer inútilmente a los fuegos del blindado peruano, a Carmen Alto, dejando en la playa sólo una pequeña guarnición de infantería y dos baterías reunidas Krupp con el fin de oponerse a desembarcos posibles de la guarnición del buque peruano y proteger la máquina condensadora de agua, cuya destrucción habría puesto a la población y al Ejército en los mayores apuros. Arteaga dio la orden de no disparar mientras el Huáscar no disparara sobre la Covadonga.
A las 5:15 p. m., estando el Huáscar a 1.945 yardas de las baterías, Grau ordenó abrir fuego contra las altas chimeneas de las máquinas condensadoras de agua, fábrica de salitre y fuerte del norte. Se inició un combate entre las batería de tierra y la Covadonga contra el Huáscar, que duró hasta las 7:15 p. m. El Huáscar disparó 16 tiros con sus cañones de a 300 libras y 8 con los de a 40 libras, mientras las baterías de tierra y la Covadonga hicieron más de 80 disparos y las baterías de campaña del ejército, de 120 a 180. El fuerte norte fue callado y desmontado de diez disparos y el fuerte sur de ocho. El Huáscar dio por terminado el combate cuando el duelo de artillería se apagó: veinte minutos esperó Grau la respuesta de su último disparo.
El capitán Grau comentó en su parte:

"hubiese podido continuar, desde que él sido provocado, pero la consideración de lastimar intereses neutrales y de que este ataque se dirigía contra los pobladores indefensos, aunque no me corresponde la responsabilidad de los resultados, me decidieron a no emprenderlo".

El general Arteaga, hizo en una carta a su hijo, el comentario siguiente sobre el combate:

"El ataque de este buque, sino a incendiado ni derramado sangre ha trastornado i paralizado toda operación, i héchonos gastar más de dos mil pesos para poner a salvo víveres i demás objetos que podía destruir el incendio. Las tropas las hice salir a las quebradas temiendo cayese alguna bomba en sus cuarteles. El Estado Mayor conmigo estuvieron en las baterías, cuyos fuegos si no hicieron mucho mal al Huáscar lo hicieron permanecer a respetable distancia. La población huyo en su totalidad i la escasez de agua fue lamentable.

En la noche, el Huáscar estuvo en altamar, regresando al puerto el 27. Al mediodía arrió dos botes para el rastreo del cable submarino que conectaba a Caldera y Valparaíso con Antofagasta, dándose el corte a las 4:30 p. m., sin ser molestado desde tierra. A las 5 p. m., el Huáscar avistó al vapor Ayacucho de la Pacific Steam Navigation Company, que estaba en ruta del Callao a Valparaíso. Ahí obtuvo la información de la presencia de la escuadra chilena en Pisagua el 26, por lo que Grau decidió regresar al Callao, zarpando a las 8:45 p. m.

## Resultados
Victoria peruana, los peruanos si lograron cortar el cable telegráfico submarino, dejando a Antofagasta incomunicada con Chile, pues el cable lo comunicaba con Caldera y Valparaíso. Sin embargo, Grau no consideró pertinente destruir la máquina condensadora de agua para no matar de sed a los Antofagastinos.[cita requerida] Grau tampoco cañoneó a la Covadonga, aunque el buque chileno no era objetivo del Huáscar.[cita requerida] Murieron 100 soldados chilenos en tierra.[cita requerida]  Según carta del General Arteaga a su hijo, no hubo perdidas humanas que lamentar, aunque si se logró detener las operaciones.